# Peter Uihlein
Peter Uihlein, född 29 augusti 1989 i New Bedford i Massachusetts, är en amerikansk professionell golfspelare som spelar för Liv Golf. Han har tidigare spelat bland annat på PGA Tour, PGA European Tour, Korn Ferry Tour och Challenge Tour.
Uihlein har vunnit en European-vinst, två Korn Ferry-vinster och en Challenge-vinst. Han slutade delad trea i den individuella tävlingen vid Liv Golfs första deltävling, som spelades på Centurion Club. För denna bedrift fick han 1,5 miljoner amerikanska dollar i prispengar. Uihlein tillhörde också laget Crushers, tillsammans med Richard Bland, Phachara Khongwatmai och Travis Smyth, och de kom tvåa i lagtävlingen. Uihlein kunde inkassera ytterligare 375 000 dollar för det.
Han studerade vid Oklahoma State University–Stillwater och spelade golf för deras idrottsförening Oklahoma State Cowboys.